# Lorius lory
Il lori capinero (Lorius lory) è un uccello della famiglia degli Psittaculidi, endemico della Nuova Guinea.